# MA-24
La MA-24  también llamada como Ronda Este de Málaga, es una autovía urbana perteneciente a la Red de Carreteras del Estado que conecta zona Este de la ciudad a la altura de La Araña con la A-7 (Autovía del Mediterráneo). Cuenta con una longitud de 6,25 km. 
Esta autovía parte del kilómetro 978 y regresa al kilómetro 973 de la A-7 tras cruzar el Arroyo del Gálica y el Arroyo del Totalán y enlazando con la Avenida de San Isidro, con el barrio de La Araña y con La Cala del Moral.

## Salidas
| Esquema | Sentido Oeste (Málaga) | Sentido Oeste (Málaga) | Sentido Oeste (Málaga) | Sentido Oeste (Málaga)                                                   | Sentido Este (La Cala del Moral)                       | Sentido Este (La Cala del Moral) | Sentido Este (La Cala del Moral) | Sentido Este (La Cala del Moral) | Notas |
| Esquema | Velocidad              | Elemento Carriles      | Salida                 | Salida                                                                   | Salida                                                 | Salida                           | Elemento Carriles                | Velocidad                        | Notas |
| Esquema | Velocidad              | Elemento Carriles      | N.º                    | Direcciones                                                              | Direcciones                                            | N.º                              | Elemento Carriles                | Velocidad                        | Notas |
| ------- | ---------------------- | ---------------------- | ---------------------- | ------------------------------------------------------------------------ | ------------------------------------------------------ | -------------------------------- | -------------------------------- | -------------------------------- | ----- |
|         |                        |                        |                        | E-15 A-7 Almería Málaga Algeciras A-45 AP-46 Córdoba - Granada - Sevilla |                                                        |                                  |                                  |                                  |       |
|         |                        |                        | 1                      | MA-3202 Totalán Centro comercial Rincón de la Victoria                   | MA-3202 Totalán Centro comercial Rincón de la Victoria | 1                                |                                  |                                  |       |
|         |                        |                        | 2                      | N-340a La Cala del Moral                                                 | N-340a La Cala del Moral                               | 2                                |                                  |                                  |       |
|         |                        |                        | 3                      | La Araña                                                                 | La Araña                                               | 3                                |                                  |                                  |       |
|         |                        |                        | 4                      | Málaga Este El Palo                                                      | Málaga Este El Palo                                    | 4                                |                                  |                                  |       |
|         |                        |                        |                        |                                                                          | A-7001 Olías                                           | 5                                |                                  |                                  |       |
|         |                        |                        |                        | E-15 A-7 Málaga Algeciras A-45 AP-46 Córdoba - Granada - Sevilla         |                                                        |                                  |                                  |                                  |       |

Nota: Velocidades a falta de confirmación.